# Centre international pour le commerce et le développement durable
Le Centre international pour le commerce et le développement durable (en anglais International Centre for Trade and Sustainable Development, ICTSD) était une organisation non gouvernementale, internationale et sans but lucratif basée à Genève, Suisse. Fondée en 1996, cette organisation cherchait à renseigner sur le commerce international au travers d'informations, de dialogues et de recherches ciblées.

## Histoire
L'organisation a fermé ses portes en 2018 à la suite d'une hésitation des bailleurs de fonds de continuer à soutenir le seul directeur de l'organisation, lui reprochant notamment son salaire ultra-élevé, et des graves manquements de gestion. L'agence de développement anglaise, DFID, a publié un rapport d'audit formulant de vives critiques dont le fait que les instances dirigeantes de ICTSD se seraient octroyés des montants généreux du budget de l'organisation pour des opérations immobilières. 
Les cinquante employés de ICTSD qui se sont trouvés du jour au lendemain au chômage, ont en 2019 intenté des procédures juridiques pour obtenir les paiements auxquels ils auraient droit. De son côté, le DIrecteur a immédiatement aurait immédiatement été embauché par le World Economic Forum (WEF). 

## Accréditations
Le Centre était accrédité auprès des Nations unies et jouit d'un statut consultatif auprès du Conseil économique et social des Nations unies (ECOSOC), d'un statut d'observateur auprès de la Conférence des Nations unies sur le commerce et le développement (CNUCED), de l'Organisation des Nations unies pour le développement industriel (ONUDI), du Codex Alimentarius, du Groupe d’experts intergouvernemental sur l’évolution du climat (GIEC), de l'Organisation mondiale de la santé (OMS) et de l'Organisation mondiale de la propriété intellectuelle (OMPI).
Depuis 1996, le Centre a également été accrédité auprès de l'Organisation mondiale du commerce (OMC) afin de participer à ses conférences ministérielles et d'autres activités. ICTSD est également accrédité auprès de la Convention sur la diversité biologique (CDB), de la Convention sur le commerce international des espèces de faune et de flore sauvages menacées d'extinction (CITES) et de la Convention-cadre des Nations unies sur les changements climatiques (CCNUCC). Depuis juillet 2005, ICTSD a été accrédité comme membre du Conseil d'administration du Programme des Nations unies pour l'environnement (PNUE).

## Publications
ICTSD proposait une gamme de publications périodiques gratuites sur le commerce et le développement durable, chacune ayant un focus spécifique. La plus consultée est Bridges, en anglais, qui établit de manière hebdomadaire une revue d'informations, analyses et points de vue sur le commerce et le développement durable. Au travers de partenariats avec d'autres organisations non gouvernementales, ICTSD propose aussi des publications régionales en français Passerelles, en espagnol Puentes, en portugais Pontes, en russe Мосты et en chinois 桥 (Qiáo). Les périodiques d'ICTSD sont publiés en ligne et en version imprimée, certains de manière hebdomadaire, d'autres étant trimestriels.